# Удеревка Вторая
Удеревка Втора́я — деревня в Колпнянском районе Орловской области на реке Быстрая Сосна, входит в состав Тимирязевского сельского поселения.

## История
Название происходит от слова «удерево» — лес по угорью, расположение по склону вдоль реки. В просторечии называют просто «Удеревка, Удерево».

## География
Расположен в юго-восточной части области на Среднерусской возвышенности и находится по излучине реки Сосна.
Расстояние по автодороге до районного центра Колпны — 10 км, до древнерусского города Коршева, находившегося близ села Городецкое — 9 км. Ближайшие населённые пункты — Тимирязево, Ярище, Хутор-Лимовое.
Климат
Климат умеренно континентальный; средняя температура января −8,5 °C, средняя температура июля +18,5 °C. Годовое количество осадков 500—550 мм.
Количество поступающей солнечной радиации составляет 91-92 ккал/см². По агроклиматическому районированию район относится к южному с коэффициентом увлажнения 1,2-1,3.

## Население
| 2010 |
| ---- |
| 76   |

## Инфраструктура
Личное подсобное хозяйство. Действует ферма, водонапорная башня.

## Транспорт
Удеревка Вторая расположена в непосредственной близости к дороге федерального значения и трассе «Покровка - Хутор-Лимовое». Обслуживается автобусным маршрутом «Колпна – Хутор-Лимовое».